# Hinterreintalschrofen
Hinterreintalschrofen – szczyt w paśmie Wettersteingebirge, w Alpach Wschodnich. Leży na granicy między Niemcami (Bawaria) a Austrią (Tyrol).
Pierwszego wejścia dokonał Hermann von Barth 1 września 1871 r. lub A. Heinrich i F. Henning w 1897 r.